# Нджева
Ндже́ва (англ. Njewa) — традиційна громада у складі дистрикту Лілонгве Центрального регіону Малаві.
Населення — 49769 осіб (2018).